# Крете (Авелино)
Крете је насеље у Италији у округу Авелино, региону Кампанија.
Према процени из 2011. у насељу је живело 29 становника. Насеље се налази на надморској висини од 500 м.